# Hemmingsmarks Idrottsförening
O Hemmingsmarks Idrottsförening, ou simplesmente Hemmingsmarks IF, é um clube de futebol da Suécia. Sua sede fica localizada em Hemmingsmark.